# 2000년 전주국제영화제
제1회 전주국제영화제는 2000년 4월에 개최된 영화제이다. 전북대문화관(메인 상영관) 외 8개관에서 개최되었으며 사회자는 안성기이다.

## 수상 및 후보

### 우석상
- 마더 - 스와 노부히로 수상

### JIFF 최고인기상
- 오디션 - 미이케 다카시 수상

### JJ-Star상
- 폭동 - 존 아캄프라 수상

### 온고을 단편영화상
- 가위 - 이기철 수상

### 디지털 삼인삼색
- 빤스 벗고 덤벼라 - 박광수
- 달 세뇨 - 김윤태
- 진싱 파일 - 장위엔

### 월드 시네마스케이프
- 2000년에 25살이 되는 조나 - 알랭 타네
- 계몽시대 - 도리스 도리
- 디바 돌로로사 - 피터 델퓨트
- 로망스 - 카트린 브레야
- 샤워 - 장양
- 아드레날린 드라이브 - 야구치 시노부
- 아름다운 사람들 - 자스민 디즈더
- 오디션 - 미이케 다카시
- 와일드 게임 - 도널드 캠멜
- 요나와 릴라 - 알랭 타네
- 음지 - 필립 그랑드리외
- 인력 자원부 - 로랑 캉테
- 주디 베를린 - 에릭 멘델손
- 지금 죽고 싶은 - 이웬 첸
- 카도쉬 - 아모스 기타이
- 파이 - 대런 아로노프스키
- 포르노그래픽 어페어 - 프레더릭 폰테인
- 풍경 - 자오 지송
- 햄릿 2000 - 마이클 알메레이다
- 홀리 스모크 - 제인 캠피온

### 코리안시네마
- 섬 - 김기덕
- 여고괴담 2 - 김태용 외1명
- 인터뷰 - 변혁
- 죽거나 혹은 나쁘거나 - 류승완
- 플란다스의 개 - 봉준호

### 시네마페스트 불면의 밤
- 기관총 엄마 - 로저 코먼
- 사국 - 나가사키 슌이치
- 사탄탱고 - 벨라 타르
- 어나더 헤븐 - 이이다 조지
- 철남 - 츠카모토 신야
- 환각특급 - 로저 코먼
- 흡혈 식물 대소동 - 로저 코먼

### 아시아 인디영화 포럼
- 극도한랭 - 왕 샤오슈아이
- 금붕어 - 윤상원
- 러브 고고 - 진옥훈
- 머리빗 - 퀘이 형제
- 먼데이 - 다나카 히로유키
- 새로운 신 - 포스트 이데올로기 - 유타카 츠치야
- 샤오산의 귀가 - 지아장커
- 세 오렌지의 사랑 - 홍홍
- 수퍼 국민 - 완련
- 오늘 흐림 - 야마시타 노부히로
- 원평 - 유릭와이
- 월식 - 왕취엔안
- 잼 - 이웬 첸
- 진정광애 - 황옥산
- 쾌락의 공범자들 - 얀 슈반크마이에르
- 포스트맨 - 지엔준 허
- 푸푸 염세주의자 - 오비타니 유리
- 히스테릭 - 제제 타카히사
- 마더 - 스와 노부히로

### 애니메이션 비엔날레
- 겟어웨이 - 조용훈 외3명
- 금지된 여행 - 가와모토 기하치로
- 노인과 바다 - 알렉산드르 페트로브
- 도깨비산의 메밀꽃 - 오카모토 타데이너리
- 가면 - 신영아
- 못말리는 오페라 - 구이도 마눌리 외1명
- 백치들이 사는 마을 - 로즈 뉴러브 외1명
- 버림받은 자들의 밀실 - 이즈마엘 페루키
- 보헤미아의 스탈린 - 얀 슈반크마이에르
- 북풍이 보내준 고양이 - 셸던 코헨
- 살아있는 미술관 - 린 스미스
- 살인광 시대 - 쿠리 요지
- 살인 축구 - 얀 슈반크마이에르
- 샤를르와 프랑소아 - 코 호에데만
- 소나기 - 김홍종
- 아빠하고 나하고 - 김은수 외4명
- 아스파라거스에 관한 에로틱 판타지 - 수잔 피트
- 아오스 - 쿠리 요지
- 악어의 거리 - 퀘이 형제
- 알레그로 논 트로포 - 브루노 보체토
- 앨리스 - 마에지마 켄이치
- 어린 왕자 - 윌 빈턴
- 옛날 옛적 우리가 새였을 때 - 가리 바르딘
- 유혹의 방 - 리차드 콘디
- 이야기 속의 이야기 - 유리 노르슈테인
- 잠자는 가시공주 - 가와모토 기하치로
- 장화 신은 고양이, 러시아에 떨어지다 - 가리 바르딘
- 절망의 조이 스트리트 - 수잔 피트
- 죽음의 식탁 - 얀 슈반크마이에르
- 천사의 시간 - 자크 드로우인
- 파리로 간 빨간 모자 - 가리 바르딘
- 판타비블리컬 - 구이도 마눌리
- 포르노 천국 - 구이도 마눌리
- 위대한 강 - 프레데릭 백
- 하메룬의 계약 - 이지 바르타
- 할로윈 보이스 - 김홍중
- 해부실의 남과 여 - 퀘이 형제
- SF 가면 축제 - 코 호에데만
- 에스 오 에스 - 구이도 마눌리

### N-비전
- 6개의 소품 - 존 조스트
- 과거에서 온 도시들 - 부르게 - 크리스티안 보스타니
- 과거에서 온 도시들 - 시에나 - 크리스티안 보스타니
- 뉴욕 크루즈 - 베넷 밀러
- 무리 로마니 - 존 조스트
- 부에나 비스타 소셜 클럽 - 빔 벤더스
- 부에노스 아이레스 제로 디그리 - 관본량
- 수퍼시티 - 제이드 - 탕군년
- 안개의 기억 - 존 아캄프라
- 연인들 - 장 마크 바
- 원 피스 프로젝트 - 야구치 시노부
- 크레도 - 수잔 비에르
- 티벳의 바람 - 폴 와그너
- 항해 - 크리스티안 보스타니

### 시민 프로그램
- 군번없는 용사 - 이만희
- 그대와 영원히 - 유현목
- 디에터는 날아야 한다 - 베르너 헤어조크
- 로맨스 빠빠 - 신상옥
- 마부 - 강대진
- 바이 바이 아메리카 - 잔 슐티
- 사랑방 손님과 어머니 - 신상옥
- 산불 - 김수용
- 살인마 - 이용민
- 삼등과장 - 이봉래
- 에이미와 야구아 - 막스 파르베르복
- 우리도 달리 할 수 있다 - 데틀레프 북
- 움직이는 남자 - 손케 보르트만
- 짧고 고통없이 - 파티 아킨
- 피아골 - 이강천
- 집에서 온 소식 - 샹탈 애커만

### 오마주와 회고전
- 80년대 갤러리 - 샹탈 애커만
- 강 - 리트윅 가탁
- 남국재견 - 허우 샤오시엔
- 남쪽 - 샹탈 애커만
- 뚜르누예의 집 - 보리스 바르녜트
- 러시아 엘레지 - 알렉산더 소쿠로프
- 몰로취 - 알렉산더 소쿠로프
- 카메라를 든 사나이 - 지가 베르토프
- 미스터 웨스트의 신나는 모험 - 레프 클레쇼프
- 바람 이야기 - 요리스 이벤스 외1명
- 활주로 - 크리스 마르케
- 샌드위치 맨 - 허우 샤오시엔
- 세컨드 서클 - 알렉산더 소쿠로프
- 스톤 - 알렉산더 소쿠로프
- 안나의 랑데부 - 샹탈 애커만
- 연연풍진 - 허우 샤오시엔
- 인간의 외로운 목소리 - 알렉산더 소쿠로프
- 잔느 딜망 - 샹탈 애커만
- 제3의 소시민 - 아브람 룸
- 펑꾸이에서 온 소년 - 허우 샤오시엔
- 폭풍의 밤 - 샹탈 애커만
- 필드 다이어리 - 아모스 기타이
- 해상화 - 허우 샤오시엔
- 호남호녀 - 허우 샤오시엔
- 희몽인생 - 허우 샤오시엔

### 스페셜 포커스 - 특별전
- 기억 3부작 - 비디오 주쿠
- 여성 노동자 이야기 - 서은주 외1명
- 이제부터 - 이토 푸사
- 이혼 1,2 - 시모노보 슈코
- 평범하지 않은 평범 - 정호현
- 평화란 없다 - 윤은정